# Krydseren Gejser
Gejser var i størrelse og skrogform at betragte som et søsterskib til forgængeren Hekla, men der var alligevel væsentlige forskelle. For det første havde Marinen i 1888 afholdt forsøgsskydninger med helt nye hurtigtskydende kanoner, og Gejser blev det første danske skib med dem. Ganske vist gik man ned fra et kaliber på 15 cm i Hekla til 12 cm i Gejser, men Gejsers kanoner kunne affyre flere end fem skud pr. minut mod ét skud i Heklas. Rækkevidden var 9,2 km mod 8 km for Heklas kanoner. Den anden nyskabelse var, at man i maskineriet gik over til små vandrørskedler, noget der ellers i resten af Verden på den tid kun blev brugt i torpedobåde og destroyere. De små kedler gav en vægtbesparelse, som dels blev brugt til lidt ekstra pansring, dels blev sparet, så skibet blev marginalt hurtigere. Gejser fik, som det sidste større danske krigsskib i mange år, to skorstene, og blev påbegyndt i 1890 og søsat i 1892. Maskineriet var fra Burmeister & Wain og ydede 3.000 HK. Blev i begyndelsen benævnt som krydser af 3. klasse, og fra 1910 blot som krydser.

## Tekniske data

### Generelt
- Længde: 72,3 m
- Bredde:  10,4 m
- Dybgang: 3,5 m
- Deplacement: 1.282 ton
- Fart 17,3 knob
- Besætning: 156

### Armering
- Artilleri (1893): 2 styk 12 cm kanoner L/40, 4 styk 87 mm kanoner, 6 styk 37 mm kanoner og to 8 mm mitrailleuser.
- Artilleri (1913): 2 styk 12 cm kanoner L/40, 4 styk 87 mm kanoner, 4 styk 57 mm kanoner og to 8 mm mitrailleuser.

- Torpedoer (1891): 1 styk 45 cm og 3 styk 38 cm torpedoapparater (Et i stævnen, to midtskibs og et agter).

### Panser
Panserdæk af stål på 48 mm.   

## Tjeneste
- Gejser indgik i tjeneste i 1893, og sluttede sig efter værftsprøverne til eskadren. Deltog derefter flere gange i de årlige eskadrer, men blev i modsætning til sit søsterskib ikke sendt på inspektionstjeneste i Nordatlanten, fordi man ikke helt stolede på vandrørskedlerne. I stedet blev det til noget tjeneste som skoleskib. Først i 1907, efter at der det foregående år var installeret nye vandrør i kedlerne, blev Gejser sendt til Island. I 1913 blev Gejser benyttet som logiskib for undervandsbådene, men i begyndelsen af 1914 blev denne tjeneste overtaget af Hekla, der med sine umoderne kanoner bedre kunne undværes. Gejser gjorde tjeneste i sikringsstyrken under hele Første verdenskrig, og blev i de efterfølgende år mest benyttet som skoleskib. Udgået af Flådens tal i 1928 og solgt til ophugning.